# 38 cm SKC/34
380-мм корабно оръдие SKC-34 (или SK C/34: SK – на немски: Schiffskanone, C – на немски: Konstruktionsjahr (година на строителство)) е разработено в Германия, в края на 30-те години на XX век, корабно оръдие с калибър 380 mm. Състои на въоръжение в Кригсмарине. Произвежда се от фирмата „Круп“. Абревиатурата SK понякога се разшифрова като Schnelladekanone – скорострелно оръдие, такова обозначение действително е използвано, но само до края на Първата световна война. Такива оръдия са на въоръжение на линкорите „Бисмарк“ и „Тирпиц“. Планира се поставянето им на линейните крайцери от типа „О“, а също замяната с такива оръдия на 283-мм оръдия на линейните крайцери „Гнайзенау“ и „Шарнхорст“, но тези планове не са осъществени.

## История
Планът Z по превъоръжаването на германския флот предвижда построяването на шест линкора от проекта H-39 – по-тежка версия на типа „Бисмарк“, обаче след построяването на „Бисмарк“ и „Тирпиц“ се отказват от линкорите в полза на подводните лодки. „Круп“ предлага на съветското правителство да закупи шест двуоръдейни 380-мм кули за двата тежки крайцера от проекта 69 „Кронщат“. През ноември 1940 г. договорът за това е подписан. Плащанията са осъществени, обаче съветската страна така и не получава оръдията.
Модификацията им под названието „Зигфрид“ се използва като брегова артилерия. Най-известна е батареята Тодт, недалеч от Кале, оръдията на която прикриват Дувърския пролив, има батареи в Оксби и Ханстед (Дания) и в Кристиансан (Норвегия).
Всичко са произведени 36 оръдия: 16 корабни, 16 брегови и 4 железопътни.

## Характеристики

### Оръдие
- Година на разработката – 1934
- Година на постъпване на въоръжение – 1939
- Калибър – 380 мм
- Дължина на ствола – 52 клб (18,405 м)
- Маса на оръдието – 111 т
- Скорострелност – 2,3 изстрела/минута
- Ъгъл на възвишение – до 30° (в корабния вариант) и 55 – 60° (брегово оръдие)

### Боеприпаси
| Тип                                |           | Марка на снаряда             | Маса на заряда ВВ, кг | Маса на снаряда, кг | Начална скорост, м/с | Максимална далечина на стрелбата, м |
| ---------------------------------- | --------- | ---------------------------- | --------------------- | ------------------- | -------------------- | ----------------------------------- |
| Морски бронебоен                   | APC L/4,4 | Psgr.L/4,4 (mhb)             | 18,8                  | 800                 | 820                  | 36520 (30°) 42000 (52°)             |
| Морски с дънен взривател           | HE L/4,5  | Spr.gr.L/4.5 Bdz (mhb)       | 32,6                  | 800                 | 820                  |                                     |
| Морски с челен взривател           | HE L/4,6  | Spr.gr.L/4.6 Kz (mhb)        | 62,4                  | 800                 | 820                  |                                     |
| Брегови с челен и дънен взриватели | HE L/4,4  | Spr.gr.L/4.4 Bdz u. Kz (mhb) | -                     | 510                 | 1050                 |                                     |
| Специален брегови Siegfried        | HE L/4,5  | Si.gr.L/4.5 Bdz u Kz (mhb)   | 69                    | 495                 | 1050                 | 54900                               |